# Маріон (округ Грант, Вісконсин)
Маріон (англ. Marion) — місто (англ. town) в США, в окрузі Грант штату Вісконсин. Населення — 629 осіб (2020).

## Демографія
Згідно з переписом 2010 року, у місті мешкали 572 особи в 218 домогосподарствах у складі 161 родини. Було 252 помешкання
Расовий склад населення:
| - 93,5 % — білих - 0,2 % — корінних американців - 0,2 % — азіатів - 4,4 % — осіб інших рас |

До двох чи більше рас належало 1,7 %. Частка іспаномовних становила 4,5 % від усіх жителів.
За віковим діапазоном населення розподілялося таким чином: 25,0 % — особи молодші 18 років, 61,7 % — особи у віці 18—64 років, 13,3 % — особи у віці 65 років та старші. Медіана віку мешканця становила 39,6 року. На 100 осіб жіночої статі у місті припадало 123,4 чоловіків;  на 100 жінок у віці від 18 років та старших — 122,3 чоловіків також старших 18 років.
Середній дохід на одне домашнє господарство  становив 69 109 доларів США (медіана — 55 625), а середній дохід на одну сім'ю — 76 176 доларів (медіана — 60 938). Медіана доходів становила 42 031 долар для чоловіків та 36 250 доларів для жінок. За межею бідності перебувало 11,1 % осіб, у тому числі 19,1 % дітей у віці до 18 років та 12,4 % осіб у віці 65 років та старших.
Цивільне працевлаштоване населення становило 287 осіб. Основні галузі зайнятості: виробництво — 19,5 %, сільське господарство, лісництво, риболовля — 13,9 %, роздрібна торгівля — 12,5 %, освіта, охорона здоров'я та соціальна допомога — 11,5 %.